# Eupomatus uncinatus
Eupomatus uncinatus är en ringmaskart som beskrevs av Philippi 1844. Eupomatus uncinatus ingår i släktet Eupomatus och familjen Serpulidae. Inga underarter finns listade i Catalogue of Life.